# Antikenroman
Der Antikenroman oder auch antikisierende Roman (französisch: roman médiéval, auch roman antique, roman antiquisant oder roman d’Antiquité) ist eine epische Gattung der hochmittelalterlichen Literatur, die in Frankreich florierte und von dort in andere Länder, insbesondere Deutschland, ausstrahlte. Sie entspricht einem der drei Themenbereiche in der Aufzählung des Sängers Jehan Bodel, der neben matière de Bretagne (den keltischen Sagenstoffen) und matière de France (der französischen Geschichte) mit matière de Rome auch die aus der Antike überlieferten Stoffe als Material epischer Dichtung benennt.

## Der Antikenroman in der französischen Literatur
Die Gattung entstand offenbar um 1120, hatte ihre Blütezeit aber von ca. 1150 bis ca. 1180. Sie spiegelt das wachsende Interesse für die Antike im 12. Jahrhundert und wurde geschaffen von Autoren, die in der Regel lateinkundige Kleriker waren. Wie der Name andeutet, stammen ihre Stoffe und Figuren aus literarischen und (pseudo)historiografischen Werken der römischen und griechischen Antike, wobei die letzteren jedoch ausschließlich über lateinische Versionen vermittelt sind.
Das angesprochene Publikum waren Fürsten, z. B. der englische König, sowie das überwiegend adelige Personal und die Damenwelt ihrer Höfe. Im Sinne der Vorstellungen und Erwartungen dieses Publikums dichteten die Autoren ihre antiken Vorlagen und Quellen ganz unbefangen nach und um, ohne Anachronismen zu scheuen und ohne ein historisches Kolorit anzustreben, wie die historischen Romane der Neuzeit dies tun.
Die Antikenromane bilden, indem sie erstmals die Darstellung von Rittertaten und des Themas Liebe verbinden, eine Art Zwischenstufe zwischen der älteren Gattung Chanson de geste (Heldentatenlieder) und der neuen Gattung höfischer Roman, die wenig später von Chrétien de Troyes geschaffen und perfektioniert wurde. Formal bestehen sie, wie die Höfischen Romane, aus fortlaufenden, paarweise reimenden, zumeist achtsilbigen Versen. Dies zeigt, dass sie zur Lektüre bzw. zum Vorlesen bestimmt waren und nicht mehr, wie die aus Strophen (sog. Laissen) bestehenden Chansons de geste, zum Vortrag per Sing-Sang durch reisende Spielleute.
Die wichtigsten Antikenromane sind:

### LeRoman de Thèbes/Thebenroman(bald nach 1150)
Er ist zwar nicht das erste Beispiel der Gattung, hat sie aber maßgeblich beeinflusst. Er ist verfasst von einem unbekannten Autor, der die Thebais des antiken lateinischen Autors Statius als Vorlage nimmt, ein Epos um das tragische Schicksal der sich bekriegenden Zwillingssöhne des Ödipus, Eteokles und Polyneikes. Das Werk zeigt noch viele Stilmittel der zeitgenössischen Chansons de geste, nimmt aber auch schon solche des höfischen Romans vorweg. Anders als die nach ihm entstandenen Romane der Gattung gibt es dem Thema Liebe noch relativ geringen Raum. Der Roman ist in zwei Fassungen in fünf Handschriften mit zwischen 10.000 und 15.000 Achtsilblern erhalten.

### LeRoman d’Énéas/ Aeneasroman (um 1160)
Sein ebenfalls anonymer Verfasser folgt überwiegend Vergils Rom-Gründungsepos, der Aeneis (um 20 v. Chr.), benutzt aber auch zusätzliche Quellen, z. B. Werke Ovids. Wie der Thebenroman enthält auch der Äneasroman viele Schilderungen von Kämpfen, räumt der Liebe aber einen hohen Stellenwert ein. So wird zum Beispiel eloquent beschrieben, was der Liebende zu erwarten hat von der Liebe:

« D’amor estuet sovent suër /
et refreidir, fremir, trenbler /
et sospirer et baaillier, /
et perdre tot beivre et mangier /
et degeter et tressaillir, /
muër color et espalir, /
giendre, plaindre, palir, penser /
et senglotir, viellier, plorer. »

„Von der Liebe muss man oft schwitzen und erkalten, erschauern, zittern und seufzen und gähnen und gänzlich Durst und Hunger einbüßen und sich erregen und erbeben, die Farbe wechseln und erblassen, stöhnen, klagen, erbleichen, nachdenken und schluchzen, wachen, weinen.“

Sicherlich war es die einfühlsame Darstellung der den Protagonisten Äneas liebenden Frauen Dido und Lavinia, die um 1170 den Minnesänger Heinrich von Veldeke veranlasste, das Werk in mittelhochdeutschen Versen nachzudichten. Eine Fassung des Romans mit 10.000 Achtsilblern ist überliefert.

### LeRoman de Troie/ Trojaroman (ca. 1165)
Er ist verfasst von einem als Person nicht näher bekannten Benoît de Sainte-Maure, von dem auch eine unvollendete Reimchronik zur Geschichte der Normannen-Herzöge und englischen Könige erhalten ist.
Das in mehr als 50 Handschriften überlieferte Werk von über 30.000 Versen ist der erfolgreichste und bedeutsamste der Antikenromane. Es war bestimmt für den englischen Hof von Henry II. Plantagenet und seiner Gattin Eleonore von Aquitanien, der ein beachtliches (französischsprachiges!) intellektuelles Zentrum war. Er ist vor dem Hintergrund der Bemühungen des Hauses Plantagenet zu sehen, eine bis zu den Helden Trojas zurückreichende Genealogie zu etablieren. Benoit erzählt die Geschichte Trojas, ergänzt durch die Schicksale des Odysseus, des Agamemnon und anderer Figuren auf der Grundlage spätantiker Schriften, insbesondere des Dictys von Kreta (Ephemeris belli Trojani, 4. Jh.) und des Dares Phrygius (De excidio Troiae historia, 6. Jh.), vermehrt um einige Liebesepisoden, die ausgesprochen misogyne Tendenzen aufweisen.

### LeRoman d’Alexandre/Alexanderroman(ca. 1120 bis ca. 1180)
Seine verschiedenen und formal sehr verschiedenartigen Versionen schildern im Anschluss an mehrere spätantike lateinische Vorlagen die Heldentaten des Eroberers Alexanders des Großen, wobei viele sagen- und märchenartige Elemente eingearbeitet sind. Die erste, nur als Fragment von 105 Achtsilblern überlieferte Version entstand in frankoprovenzalischem Dialekt wohl schon um 1120 und ist laut dem Pfaffen Lamprecht, der sie um 1150/60 für seine mittelhochdeutsche Version benutzt hat, einem sonst unbekannten Alberich von Pisançon zuzuschreiben. Eine zweite, ebenfalls nur fragmentarisch erhaltene Fassung (knapp 800 Zehnsilbler), wurde wohl kurz nach der Mitte des 12. Jahrhunderts verfasst. Die am weitesten verbreitete und mit rd. 16.000 Versen längste Fassung stammt überwiegend von Alexandre de Bernay bzw. de Paris und wurde offenbar um 1180 abgeschlossen. Sie ist das erste größere Werk der französischen Literatur, das den paarweise reimenden Zwölfsilbler als Versmaß benutzt, den deshalb in Frankreich so genannten „vers alexandrin“ (Alexandriner).